# Антощак Микола Володимирович
Антоща́к Мико́ла Володи́мирович (нар. 11 квітня 1990, Бердянськ, Запорізька область) — український поет. Член Національної спілки письменників України з 2013 року.

## Біографія
Народився 11 квітня 1990 р. у м. Бердянськ Запорізької області. Випускник Інституту філології Бердянського педагогічного університету (2013). У 2008—2012 рр. вдосконалює поетичну майстерність в літоб'єднаннях Запорізької області — імені М. Гайдабури, «Пошук», «Парус». Після закінчення університету переїжджає до Вінниці.

У жовтні 2013 р. прийнятий до лав НСПУ.

На початку 2017 року повертається на рідне Запоріжжя.

## Літературна діяльність
Літературою зацікавився з шкільних років. Перша помітна публікація у 2006 р. — вірш про Кобзаря у збірці «Тарас Шевченко в моєму житті», редактором якої виступив Петро Ребро. Учасник Всеукраїнської наради молодих літераторів (Ірпінь, 2011).
Добірки поезій опубліковані в журналах «Перевал» (Івано-Франківськ), «Махаон», «Хортиця» (Запоріжжя), «Світовий екологічний журнал» (Канада), «Азовський вісник», «Південна Зоря», «Бердянськ діловий» (Бердянськ).
Книги
- Антощак М. В. Великдень нашої любові…: [вірші] [Ред. і вступ. слово. Г. Лютого / Микола Антощак. — Запоріжжя: [б. в.], 2012. — 111 с. — ISBN 978-966-2906-27-1.
- Антощак М. В. Воістину люблю. [Текст]: поезії [Передм. Г. Лютого; худож. Х. Левицька] / Микола Антощак. — Тернопіль: Терно-граф, 2012. — 123 с. : ілюстр. — ISBN 978-966-457-154-5[5].

## Відзнаки
- ІІ премія (номінація «Поезія») у «Шевченко-Фесті» (Львів, 2008);
- І премія в Запорізькому обласному конкурсі для обдарованої молоді в галузі літератури (Запоріжжя, 2011);
- грант Президента України для молодих письменників на видання книги «Воістину люблю» (2012)[6];
- Міжнародна премія імені Олеся Гончара (2016)[7];
- ІІІ премія у номінації «Поезія» літературного конкурсу видавництва «Смолоскип» за рукопис книги «Тисяча степових років»[8];
- Гран-прі літературного проекту «Молода Республіка Поетів» (2016)[9]